# Cartesiaanse vergelijking
Een cartesiaanse vergelijking is een wiskundige vergelijking die een meetkundige plaats beschrijft in de n-dimensionale Euclidische ruimte.

## Algemeen
De algemene gedaante van een cartesiaanse vergelijking is een functie van n variabelen (de cartesiaanse coördinaten), gelijkgesteld aan nul:
{\displaystyle \,f(x_{1},x_{2},...,x_{n})=0}
Meestal werkt men twee-dimensionaal, dat wil zeggen in een plat vlak (2D), dan stelt men de cartesiaanse coördinaten voor als {\displaystyle \,(x,y)} ofwel werkt men ruimtelijk (3D), waar men de cartesiaanse coördinaten voorstelt als {\displaystyle \,(x,y,z)}. Waarbij x,y en z een waarde voorstellen op hun gelijknamige as.

## Voorbeelden

### Vlakken
Vlakken in 3D zijn cartesiaanse vergelijkingen van de eerste graad van de vorm:
{\displaystyle \,Ax+By+Cz+D=0}
Zo wordt het de drie coördinaatvlakken bepaald door
- XY-vlak (grondvlak): {\displaystyle \,z=0}
- XZ-vlak: {\displaystyle \,y=0}
- YZ-vlak: {\displaystyle \,x=0}

### Cirkel en sfeer
In 2D wordt een cirkel met straal {\displaystyle \,r} door {\displaystyle \,(a,b)} beschreven door:
{\displaystyle \,f(x,y)=(x-a)^{2}+(y-b)^{2}-r^{2}=0}
of herkenbaarder als:
{\displaystyle \,(x-a)^{2}+(y-b)^{2}=r^{2}}
Voor een sfeer (in 3D) wordt dit:
{\displaystyle \,(x-a)^{2}+(y-b)^{2}+(z-c)^{2}=r^{2}}

### Kwadratisch oppervlak
Kwadratisch oppervlakken worden beschreven door een cartesiaanse vergelijking van de tweede graad in een meer dan 2 dimensionale ruimte.
{\displaystyle \,A_{1}x^{2}+A_{2}y^{2}+A_{3}z^{2}+B_{1}xy+B_{2}xz+B_{3}yz+C_{1}x+C_{2}y+C_{3}z+D=0}
Voorbeelden zijn: cilinders, kegels en sferen.

### Krommen
Krommen kunnen in de meer-dimensionale ruimte, beschreven worden als doorsnijding van twee oppervlakken. Men heeft dus twee cartesiaanse vergelijkingen nodig die beiden moeten gelden. Kortweg noemt men dit dan de cartesiaanse vergelijking van de kromme.
Een cirkel in het grondvlak kan beschreven worden als de doorsnijding van een omwentelingscilinder (met als as de z-as) en het grondvlak:
{\displaystyle \,x^{2}+y^{2}=r^{2}}
{\displaystyle \,z=0}

## Verband met de parametervergelijking
Door uit een parametervergelijking van een object de parameter(s) te elimineren bekomt men een cartesiaanse vergelijking.

### Voorbeeld 1
Een parametervergelijking van een cirkel in het vlak, met straal {\displaystyle r} en de oorsprong als middelpunt, is
{\displaystyle \left\{{\begin{array}{l}x=r\cdot \cos {t}\\y=r\cdot \sin {t}\end{array}}\right.\quad (t\in [0,2\pi [)}
Hieruit kan meteen de cartesiaanse vergelijking {\displaystyle x^{2}+y^{2}=r^{2}}gedestilleerd worden door kwadrateren en optellen, dankzij de grondformule van de goniometrie.

### Voorbeeld 2
Bij rechten in de driedimensionale ruimte kan eenzelfde werkwijze gehanteerd worden. Gegeven een parametervoorstelling:
{\displaystyle \left\{{\begin{array}{l}x=x_{0}+t\cdot v_{1}\\y=y_{0}+t\cdot v_{2}\\z=z_{0}+t\cdot v_{3}\end{array}}\right.\quad (t\in \mathbb {R} )}
Uit deze drie vergelijkingen kan men drie uitdrukkingen voor {\displaystyle t} halen, die aan elkaar gelijk moeten zijn:
{\displaystyle \,{\frac {x-x_{0}}{v_{1}}}={\frac {y-y_{0}}{v_{2}}}={\frac {z-z_{0}}{v_{3}}}}
Dit zijn duidelijk twee aaneengeschakelde cartesiaanse vergelijkingen.